# Svinninge Station
Svinninge Station er en jernbanestation i Svinninge på Odsherredsbanen mellem Holbæk og Nykøbing Sjælland. Modeljernbaneudstillingen Svinninge Modeljernbane havde tidligere til huse på stationen.

## Galleri
- Wikimedia Commons har flere filer relateret til Svinninge Station

- Perronerne.
- Stationsbygningen set fra perronsiden.
- Information.
- Pakhuset.